# Opopaea ambigua
Opopaea ambigua là một loài nhện trong họ Oonopidae.
Loài này thuộc chi Opopaea. Opopaea ambigua được Eugène Simon miêu tả năm 1893.